# Exposició Universal de Brussel·les (1910)
L'Exposició Universal de Brussel·les va tenir lloc del 23 d'abril al 7 de novembre de 1910 a Brussel·les, Bèlgica, i s'hi presentaren d'obres artístiques, científiques, productes agrícoles i industrials de totes les nacions.

## Dades
- Superfície: 90 hectàrees.
- Països participants: 26
- Visitants: 13.000.000
- Cost de l'Exposició: 3.550.000 $.